# آنری باشلن
آنری باشلن (به فرانسوی: Henri Bachelin) شاعر و نویسنده قرن نوزدهم میلادی اهل فرانسه بود.